# Compagnie des Tramways à Vapeur de la Chalosse et du Béarn
Die meterspurigen Kleinbahnen der Compagnie des Tramways à Vapeur de la Chalosse et du Béarn (CB oder TVCB) (dt. Gesellschaft der Dampfstraßenbahnen des Chalosse und des Béarn) lagen überwiegend im Département Landes und waren bis 1937 in Betrieb.

## Geschichte
Das 145 km lange Netz wurde in den Jahren 1909 bis 1914 eröffnet. Der Betrieb wurde aber schon 20 Jahre später wieder eingestellt. Von diesem Netz befand sich lediglich der Abschnitt Sault-de-Navailles–Orthez mit 14 Kilometern Länge im Département Pyrénées-Atlantiques (damals: Basses-Pyrénées). Dort hatte die CB außerdem geplant, zwei weitere Strecken in Betrieb zu nehmen, für die sie schon umfangreiche Vorarbeiten erledigt hatte. Das unterblieb jedoch, weil sich die Aussichten auf deren Rentabilität mit der Zeit erheblich verringert hatten. Lediglich die 10 Kilometer lange Teilstrecke Pau Centre–Pont-Long (Luftschiffhafen) wurde ab 1916 – zunächst aus militärischen Gründen – in Betrieb genommen; allerdings nicht durch die CB selbst, sondern durch die Compagnie du Chemin de fer Pau–Oloron–Mauléon et du Tramway de Bayonne à Biarritz (POM); sie wurde bereits 1930 wieder stillgelegt.
| Strecke                                                     | Länge | Inbetriebnahme | Schließung       | Bemerkung                          |
| ----------------------------------------------------------- | ----- | -------------- | ---------------- | ---------------------------------- |
| Dax Midi–Dax St.Pierre–Amou–Hagetmau–Aire-sur-l’Adour-Ville | 94 km | 1909           | Pv 1935; Gv 1937 |                                    |
| Amou–Sault-de-Navailles–Orthez                              | 20 km | 1909           | Pv 1935; Gv 1937 | teilw. in den Pyrénées-Atlantiques |
| (Dax Midi–) Dax St.Pierre –Peyrehorade-Sablot               | 31 km | 1914           | Pv 1935; Gv 1937 |                                    |
| Pau Centre–Sault-de-Navailles                               | 41 km | geplant        |                  | in den Pyrénées-Atlantiques        |
| Sauveterre-de-Béarn–Peyrehorade                             | 26 km | geplant        |                  | in den Pyrénées-Atlantiques        |